# 普瓦尔库尔-悉尼
普瓦尔库尔-悉尼（法語：Poilcourt-Sydney，法語發音：[pwalkuʁ sidnɛ]）是法国大東部大區阿登省的一个市镇，属于勒泰勒区。该市镇原名“普瓦尔库尔”（Poilcourt）。澳大利亚军队在1918年参加了解放阿登省的行动。市议会决定放置一块牌匾以纪念为法国牺牲的澳大利亚人，并提议在市镇名中加上“悉尼”一名，其于1921年8月3日通过法令得到授权。

## 地理
普瓦尔库尔-悉尼（49°25'22"N, 4°6'6"E）面积7.88 平方千米，位于法国大東部大區阿登省，该省份为法国北部内陆省份，西接埃纳省，南至马恩省，东临默兹省，北与比利时接壤。
与普瓦尔库尔-悉尼接壤的市镇（或旧市镇、城区）包括：埃纳河畔布列讷、乌迪尔库尔、维约莱萨斯费尔德、欧梅南库尔、叙普河畔圣艾蒂安。

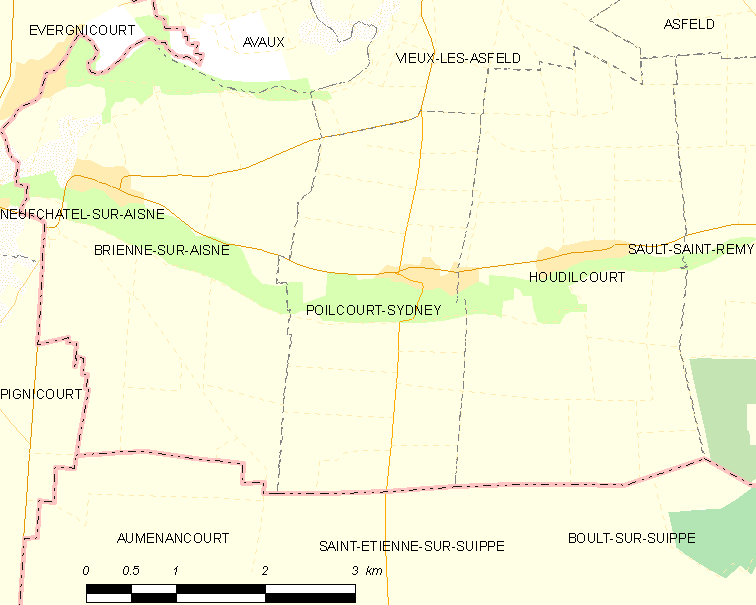
普瓦尔库尔-悉尼的OSM定位图

普瓦尔库尔-悉尼的时区为UTC+01:00、UTC+02:00（夏令时）。

## 行政
普瓦尔库尔-悉尼的邮政编码为08190，INSEE市镇编码为08340。

## 政治
普瓦尔库尔-悉尼所属的省级选区为波尔西安堡县。

## 人口

1962-2008年间普瓦尔库尔-悉尼人口变化图示

普瓦尔库尔-悉尼于2022年1月1日时的人口数量为169人。